# ニーダーフュルバッハ
ニーダーフュルバッハ (ドイツ語: Niederfüllbach) は、ドイツ バイエルン州 オーバーフランケン行政管区 コーブルク郡に属する町村（以下、本項では便宜上「町」と記述する）であり、グルプ・アム・フォルスト行政共同体の一員である。

## 地理
ニーダーフュルバッハは、コーブルク市からほんの数km南の丘陵地コーブルガーラントに位置する。この自治体は、コーブルクのクライトリッツ地区と直接境を接している。この自治体の南側は大きな森、リヒテンフェルスの森（単に「フォルスト（森）」とも呼ばれる）が8km以上南東のリヒテンフェルスに向かって延びている。西側はイッツ川の渓谷で、鉄道や工事中のアウトバーン仕様の連邦道路もここを通っている。北は名前の由来にもなったフュルバッハ川沿いの村で、ニーダーフュルバッハの北西部でこの川はイッツ川に合流する。

### 自治体の構成
この町は、公式には2つの地区 (Ort) からなる。このうち小集落や孤立農場などを除く集落は、首邑のニーダーフュルバッハのみである。

## 歴史
ニーダーフュルバッハは、1075年に Vullebach として、ヴュルツブルク司教アダルベロの記録に初めて登場する。この記録は、ザールフェルト修道院長アダルベルトにこの村含むいくつかの村の領有権を認めたものである。12世紀には、修道院領から騎士領への変遷があり、これ以後、フランク王国の騎士一門の所領となった。この頃には、初めて burc fullebach（フレバッハ城）について言及されてもいるが、現在ではその正確な位置はわかっていない。

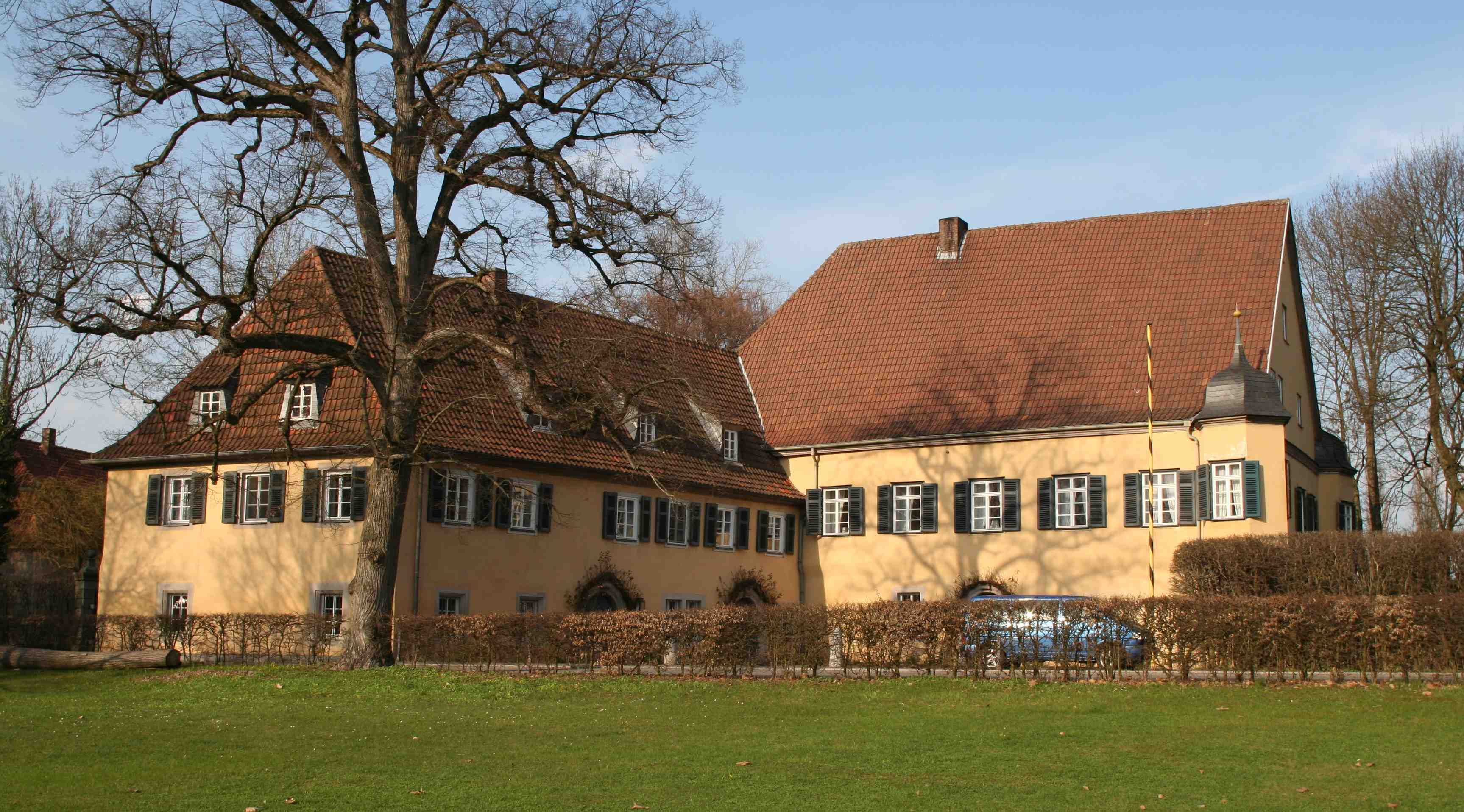
ニーダーフュルバッハ城

14世紀以降、騎士の家門であるシャウムベルク家とライツェンシュタイン家（17世紀から）がこの地を牛耳ってきた。その館や城はたびたび増築・改築が繰り返された。1525年にドイツ農民戦争で破壊された後にも建て替えがなされている。1575年には初めて undern füllbachという名前が登場する。これは、ヘンネベルク家とバンベルクのバンツ修道院との領域争いと村の分割の結果であることが指摘されている。三十年戦争では、1634年に皇帝軍（すなわちカトリック軍）と盟約を結んだクロアチア人がこの村を焼き払った。この戦争の終結後に村は再興され、1695年に教会が建てられた。
リヒテンフェルス民兵の支援を受けたニーダーフュルバッハの農民とコーブルク軍との間で戦われた、1763年のニーダーフュルバッハの戦いで、この地の管轄権を巡る紛争が明かとなった。ヴェツラーのドイツ帝国最高裁判所は結局、コーブルク側を排除する調停判決を下した。ライツェンシュタイン家が断絶した後はポルツィヒとリヒテンベルクの領主が1773年から1818年までこの地を領有した。1803年まではニーダーフュルバッハはバンベルクの封土連合に加わっており、バイエルン王国の支配下にあった。
バイエルン王国の首相モントゲラス伯爵とザクセン＝コーブルク＝ザールフェルト公国のレオポルト公子との間で合意がなされた1811年のコーブルク第一条約で、当初はその統括権について争いのあったニーダーフュルバッハ（北部）とウンターフュルバッハ（南部）はともにザクセン＝コーブルク＝ザールフェルト公国（1826年以降はザクセン＝コーブルク＝ゴータ公国）のものとなり、合併して大きくなった。1817年にリヒテンシュタイン家の当主は館と城をザクセン＝コーブルク＝ザールフェルト公国のレオポルト公子（後のベルギー王レオポルド1世）に売却した。1859年にこの町は、新たに開通した鉄道路線コーブルク - リヒテンフェルス線の駅が設けられたが、現在ではこの路線は廃線となっている。
1918年に君主制が終わり、成立したコーブルク州は1919年の住民投票により1920年バイエルン州に編入することとなった。これによりニーダーフュルバッハも結局バイエルン州の一部となったのである。
1996年、建築家クロット・ダンクヴァルトは、維持費の不足から撤去が予定されていた城を買い取り、大がかりな改修を行った。

### 紋章
図柄：金と黒に9分割された下地の上の高い位置を青い波だった線が斜めに横切り、銀の翼が描かれている。

## 経済と社会基盤

### 交通
ニーダーフュルバッハの北西にコーブルクから南へ向かう道路と南東へ向かう道路の分岐点がある。一方はイッツタールで建設中の北から南へ延びるアウトバーンに接続する連邦道路B4、もう一方はここから東に向かうB303とに分かれる。この他にも、鉄道のコーブルクからリヒテンフェルスへ行く路線（ヴェラ鉄道）と廃線になったロサッハへ行くイッツグルント鉄道の分岐もこの町にある。ニーダーフュルバッハには現在駅はなく、最も近い駅は約1.5km北西に位置するコーブルクのクライトリッツ地区にある。
ニーダーフュルバッハからほんの数百m北にコーブルク飛行技術研究会のコーブルク＝シュタインリュッケン競技飛行場がある。

## 引用
1. ↑  https://www.statistikdaten.bayern.de/genesis/online?operation=result&code=12411-003r&leerzeilen=false&language=de Genesis-Online-Datenbank des Bayerischen Landesamtes für Statistik Tabelle 12411-003r Fortschreibung des Bevölkerungsstandes: Gemeinden, Stichtag (Einwohnerzahlen auf Grundlage des Zensus 2011)
2. ↑  Bayerische Landesbibliothek Online